# Isola di Giorgio
L'isola di Giorgio (Georges Island in lingua inglese) è un drumlin glaciale ed è ubicata interamente all'interno dell'area portuale di Halifax, sull'Oceano Atlantico. Deve il proprio nome al re britannico Giorgio II. La piccola isola è sede del "Fort Charlotte", così denominato in onore di Carlotta di Meclemburgo-Strelitz, regina consorte di Gran Bretagna, moglie di Giorgio II. Il forte fu eretto durante la guerra di padre Le Loutre, un conflitto fra inglesi e francesi sul suolo canadese sviluppatosi tra il 1749 e il 1755, tra la guerra di re Giorgio e la guerra franco-indiana. L'isola è oggi un Sito storico nazionale del Canada. Non va confusa con l'omonima isola sita nell'area del porto di Boston.

## Storia

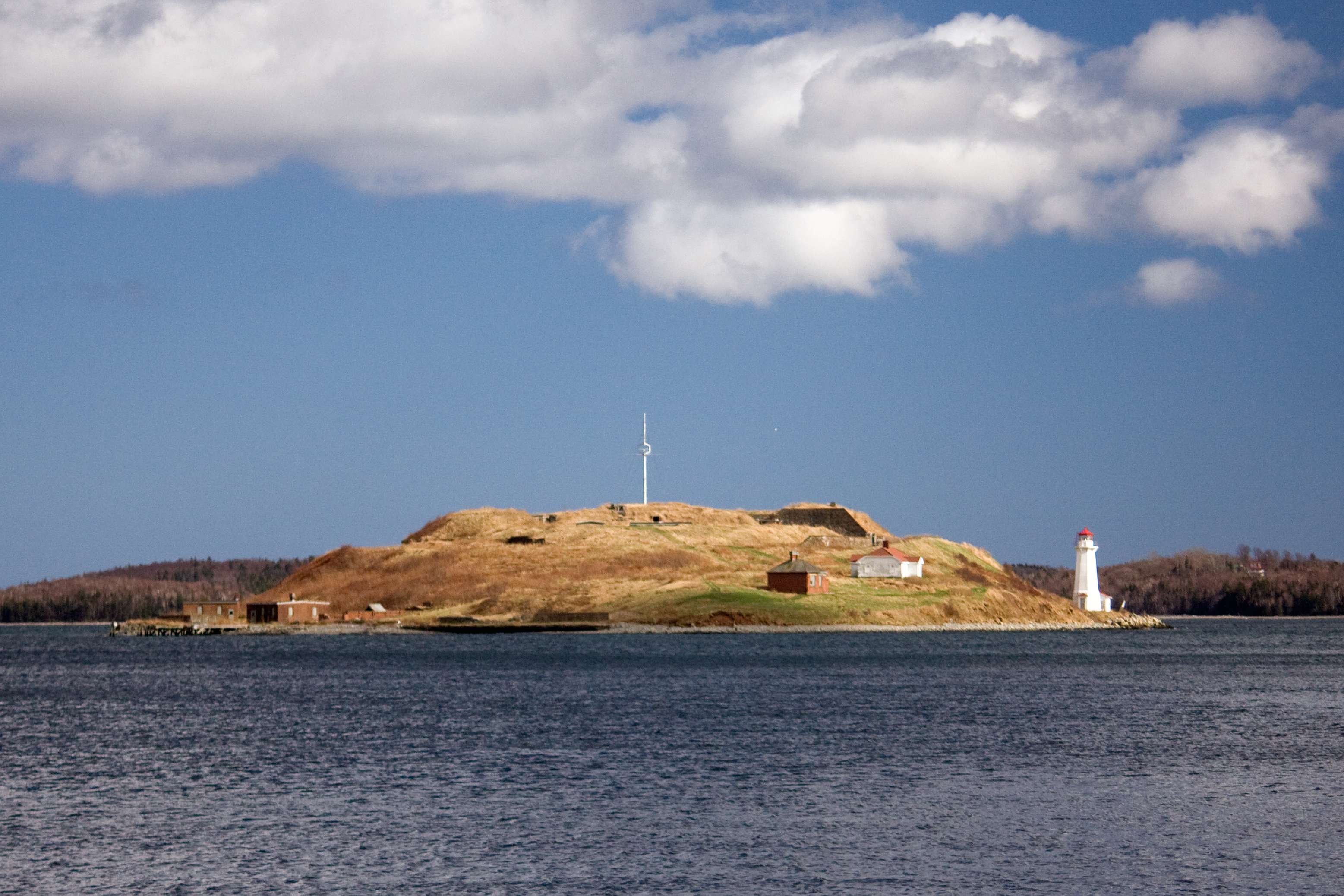
L'isola di Giorgio vista da Halifax, con l'isola McNabs sullo sfondo

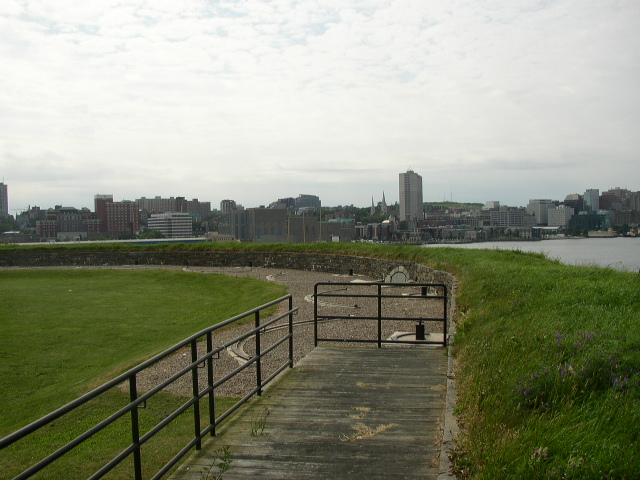
Fort Charlotte sull'isola di Giorgio

L'isola fu chiamata in origine île à la Raquette, che significa "Isola delle scarpe da neve". Per breve tempo fu anche nota come île d'Enville, dal nome del capo della spedizione che da lui prende il nome, duca d'Anville, la cui salma vi fu sepolta nel 1746 e che ivi rimase fino al 1748, quando fu traslata a Louisbourg.
Nel 1749 l'isola prese il nome di "George Island", in onore di Giorgio II di Gran Bretagna e infine, nel 1963, assunse il nome ufficiale di "Georges Island".
All'arrivo di Edward Cornwallis e lo scoppio della guerra di Padre Le Loutre, furono erette fortificazioni a Citadel Hill (Fort George) (1749) e all'isola di Giorgio (Fort Charlotte) (1750).
Durante la guerra dei sette anni duemila marinai francesi furono imprigionati sull'isola dopo la vittoria britannica nella battaglia al largo del Cape Race.
Durante la guerra Fort Charlotte fu uno dei quattro forti ove furono imprigionati gli acadiani nei nove anni della grande deportazione degli acadiani (gli altri furono Fort Frederick, Saint John; Fort Cumberland e Fort Edward). I prigionieri acadiani nei pressi di Halifax furono soggetti a diversi gradi di confino e dipendenza, senza il diritto a una propria terra, continuamente dal 1759 al 1768. Secondo lo storico Ronnie Gilles-LeBlanc, vi furono circa 1660 acadiani tenuti prigionieri sull'isola durante la deportazione (1755-1763), con un massimo di 600 prigionieri alla volta. Molti uomini acadiani nella regione furono occupati nel costruire strade, moli, segherie e altre attività e abitavano nelle vicinanze ove lavoravano.

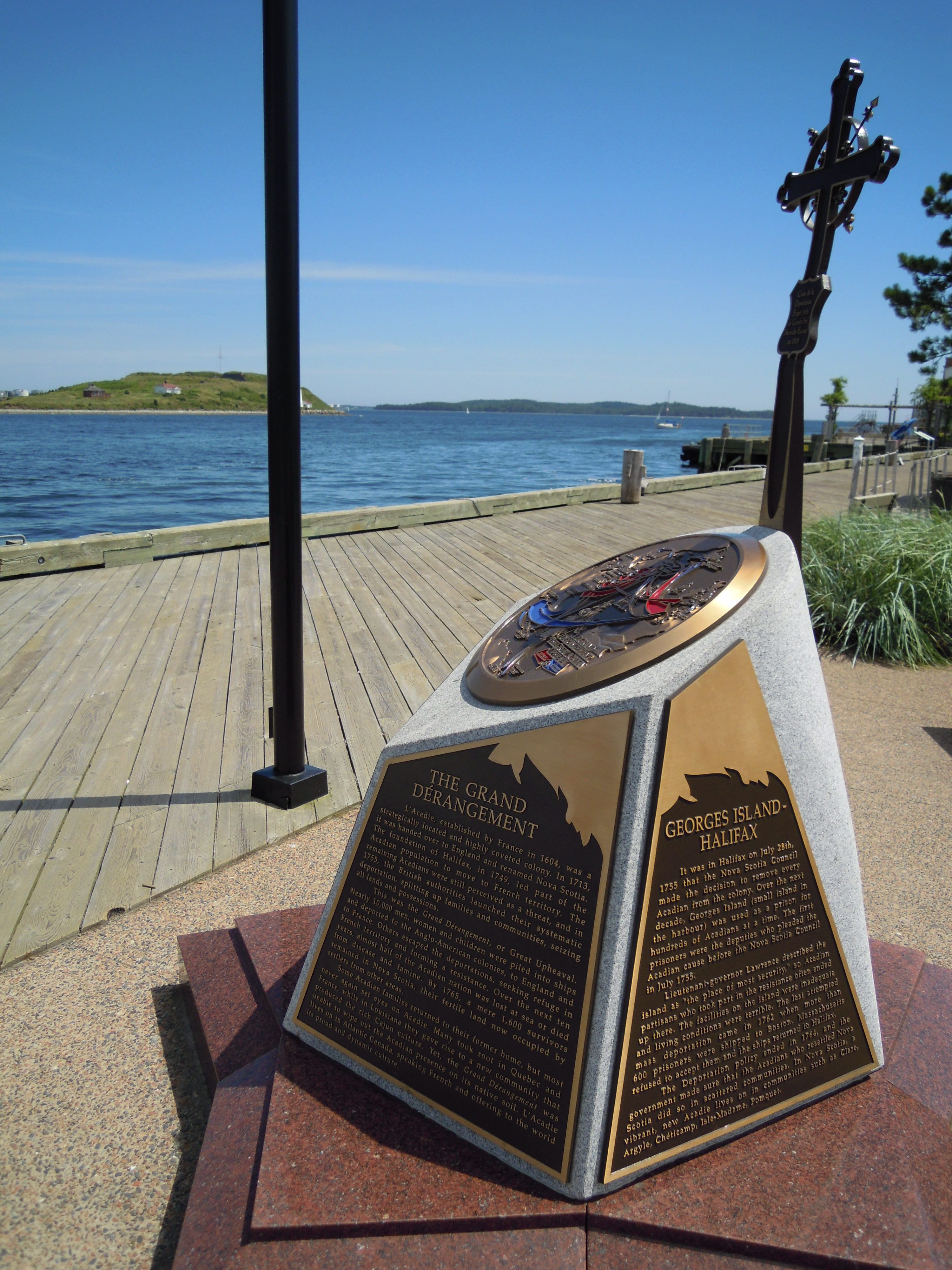
Monumento ai prigionieri acadiani a Bishops Landing, Halifax, sovrastante l'isola di Giorgio

Durante la rivoluzione Americana l'VIII reggimento di fanteria fu stanziato al forte per proteggere il porto dai corsari americani.
L'isola di Giorgio fece parte del complesso di difesa di Halifax dalla metà del XVIII secolo fino alla seconda guerra mondiale; la cittadella e il Forte Charlotte furono restaurati dall'Ente canadese dei parchi. Per quasi duecento anni l'isola di Giorgio fu scena costante di attività militare. Racconti di esecuzioni, forti e tunnel segreti circonda il folklore associato all'isola misteriosa. Vi furono un campo di prigionia, un punto di osservazione, un campo di prigionieri acadiani e una stazione di quarantena.

## L'isola oggi
L'isola non è accessibile al pubblico, salvo speciali eventi, durante i quali si può accedere pagando un biglietto piuttosto caro.
Nel marzo 2009 il governo stanziò 3,5 milioni di dollari per installarvi acqua potabile, sistema fognario e fornitura di energia elettrica. Da allora tuttavia non sono stati fatti progressi: l'isola continua a essere chiusa al pubblico nonostante riceva fondi per creare un ambiente ospitale per l'apertura al pubblico del parco.
L'isola è nota ai pescatori locali per avere molti mirtilli e serpenti neri. Essa fa parte del XII distretto della Municipalità regionale di Halifax.
Oltre alle rovine di Fort Charlotte, l'isola ospita anche un faro e l'abitazione del suo custode. Il faro dell'isola di Giorgio fu eretto nel 1876. La sua torre originale, in legno, bruciò nel 1917 e nello stesso anno fu ricostruita in calcestruzzo. Il faro fu presidiato fino al 1972, quando fu automatizzato e non più presidiato.
La Guardia costiera canadese gestisce una stazione radar non presidiata, ordinata nel 1977.